# Klingertjärnen (Brunflo socken, Jämtland)
Klingertjärnen är en sjö i Östersunds kommun i Jämtland och ingår i Ljungans huvudavrinningsområde.